# فرودگاه ویلیویسک
فرودگاه ویلیویسک (به روسی: Вилюйск) فرودگاهی عمومی واقع در ویلیویسک در کشور روسیه است.

## شرکت‌های هواپیمایی و مقصدهای پروازی
| شرکت‌های هواپیمایی | مقصدهای پروازی |
| ----------------- | -------------- |
| Polar Airlines    | یاکوتسک        |